# Canto devozionale
Il canto devozionale è un particolare tipo di composizione musicale, il cui testo abbia attinenza con tematiche spirituali o religiose, e la cui musicalità esprima un senso di devozione. Dal momento che questo tipo di canto viene considerato una forma di preghiera, i testi solitamente sono analoghi: si possono ritrovare invocazioni, inni, lodi, dichiarazioni di abbandono o di amore, o semplici ripetizioni di formule sacre.
Esso è considerato da tutte le maggiori religioni mondiali un importante strumento della disciplina spirituale, in grado di connettere mente e cuore e, quindi, di avvicinare l'uomo a Dio.

## Tradizione cristiana
Il Cristianesimo da sempre attribuisce grande importanza alla preghiera comunitaria, anche in forma cantata, in seguito alle parole di Gesù Cristo contenute nel Vangelo:
Al giorno d'oggi la pratica del canto devozionale è molto diffusa, anche grazie ai così definiti "cantautori cristiani".

## Tradizione induista
Per Bhajan si intende un particolare tipo di canto devozionale della tradizione induista; spesso, ma non necessariamente, di origini antiche. I bhajan sono canti, alle volte semplici, altre estremamente complessi (il sistema ritmico-melodico orientale è estremamente più articolato di quello occidentale), comunque espressi in un linguaggio pieno di devozione (Bhakti) e sentimento di amore verso Dio, in un autentico atteggiamento di completa resa o abbandono.
La grande diffusione della pratica dei bhajan si basa sul fatto che essi sono considerati una perfetta combinazione di tre elementi:
- Sentimento (Bhava);
- Melodia (Raga);
- Ritmo (Tala).

Questi tre aspetti rappresentano il coinvolgimento e l'armonizzazione, attraverso il canto dei bhajans, delle tre qualità dell'uomo, o Guṇa: Sattva, Rajas e Tamas.
Vengono eseguiti da gruppi di devoti, con un cantante principale. Il solista intona una riga del bhajan, il coro la ripete subito dopo; questo in termini simbolici rappresenta Dio che guida l'umanità, ed essa che risponde immediatamente al Suo richiamo. La semplice melodia, la ripetizione delle parole (i nomi dei vari aspetti di Dio a cui il canto è indirizzato) inducono ad uno spontaneo senso di coinvolgimento e familiarità.
I testi consistono principalmente nella ripetizione dei tanti nomi di Dio (Namasmarana), nella descrizione della Sua gloria e delle Sue infinite forme, ma trovano spazio anche aneddoti o episodi tratti dalla mitologia induista, nonché prediche di famosi santi e mistici. Questi testi possono talora risultare molto complessi, specie quando sono di tipo discorsivo, mentre nella maggioranza dei casi sono strutturati in modo abbastanza semplice; infatti anche un semplice Mantra, cantato ripetutamente su diverse scale melodiche, può divenire il testo di un bhajan o un kirtan di durata anche molto lunga.
Il sankirtana (il canto dei Nomi di Dio) è considerato — insieme al seva (servizio altruistico devozionale) — il metodo più semplice, veloce ed efficace per ottenere la liberazione (Moksha) dal ciclo di nascite e morti (Saṃsāra) durante il Kali Yuga, l'era attuale.

## Tradizione islamica
L'Islam mostra in questo campo una doppia realtà. A livello teorico esso sembra infatti poco incline ad esprimere la sua devozionalità tramite musica (mūsīqī ) da ascoltare ( samāʿ ), o tramite canto ( ghināʾ ) e, men che meno, tramite la danza.

Bisogna peraltro ricordare che la recitazione dello stesso Corano è una forma di cantilena. La radice semitica <Q-R-ʾ> significa infatti "recitare salmodiando": cosa resa agevole dal fatto che il testo è composto in ossequio alla forma poetica preislamica proto-rimica araba del sājʿ, con cui erano composti i componimenti poetici ad esempio della Muʿallaqāt.
 
Una diversa realtà è tuttavia messa in mostra dall'Islam popolare, in cui canto. musica e danza non mancano, anche quando si persegua un fine devozionale, per quanto decisamente sobri tali esercizi poi siano.

Nel Sufismo il ricorso alla voce umana, accompagnata da un sobrio insieme di strumenti musicali, è invece quasi la norma e a diffonderlo pare fossero essenzialmente mistici persiani (Nūrī e Junayd fra i primi). Percussioni, nāy (una sorta di flauto), qānūn (il nostro canone) e ṭanbūr (uno strumento a corde fatte vibrare tramite un archetto) sono gli strumenti più ricorrenti in alcune cerimonie di samāʿ, attuate dalle confraternite. Tutti tali strumenti, e quello principale della voce umana, sono considerati assai utili per facilitare il conseguimento dell'esaltazione mistica, mirante all'accostamento (o addirittura all'unione estatica) col Creatore.

Talora alcune "esagerazioni" indussero gli stessi ambienti sufi ad esprimere il loro dissenso (Ḥujwīrī) e alcuni ambienti più oltranzistici (in genere di tipo hanbalita) a biasimare il canto e la musica senza troppi distinguo.
Ben diverso strutturalmente è il dhikr, la sacra "menzione" (o "ricordo") che l'allievo sufi deve ripetere, su indicazione del suo Maestro, un numero variabile di volta al giorno e che può giungere anche alla cifra di diverse migliaia. La nenia che si genera, anziché essere assimilabile al canto devozionale, a causa della brevità delle frasi (a volte una sola parola) e della ripetitività, obbliga a una speciale respirazione che mira semmai più ad agevolare il conseguimento dell'estasi, anziché a gratificare l'esecutore o l'ascoltatore.

## Religioni neopagane
Nel movimento del Neopaganesimo il canto devozionale è considerato in molti casi una componente fondamentale della liturgia. Ogni tradizione neopagana possiede ovviamente le proprie strutture liturgiche, ma tendenzialmente tutti i neopagani considerano la liturgia cantata un momento nel quale entrare in contatto con la natura e comprendere il funzionamento fisico e metafisico. I canti devozionali sono visti sia come metodi di trasmissione e insegnamento della religione, sia come vere e proprie preghiere attraverso cui porsi in contatto con il mondo divino, evocando gli spiriti e le divinità.
I canti devozionali neopagani contengono nella maggioranza dei casi tematiche legate alla natura, all'evoluzione degli esseri viventi e ai cicli del cosmo, visti come processi derivanti dall'attività dell'energia divina che organizza l'universo. L'utilizzo dei canti è presente in molte sezioni della liturgia delle tradizioni neopagane, e più questa è organizzata, più anche i canti sono sistematizzati. È questo il caso della Wicca, le cui correnti presentano una struttura liturgica già ben definita. Le varie fasi della liturgia wiccana possono essere accompagnate da canti di vario genere. In particolare questi vengono utilizzati per l'evocazione iniziale dei guardiani dei cinque elementi (o dei sephirot ereditati dalla Cabala nel caso dello Xandrianesimo e delle tradizioni legate), l'evocazione della Dea o delle sue tre e molteplici manifestazioni, la chiamata dello spirito — ovvero la Dea stessa nel suo atto di forza organizzatrice dell'equilibrio del cosmo —, piuttosto che nel casi di rituali iniziatici.
Forti i riferimenti allo scorrere dell'acqua e alla ciclicità della vita, elementi che mettono in primo piano la dottrina della reincarnazione e il panteismo. L'essere umano viene spesso messo cantato come una goccia destinata a ritornare al mare, parte dell'oceano infinito di cui fa parte. Le metafore sono evidentemente riferite all'essere umano come parte del tutto divino, dell'Uno o della Dea (corrispondente al tutto secondo gli wiccani). Il caso delle tradizioni ricostruzioniste è fondamentalmente simile a quello della Wicca. Per i canti devozionali vengono prediletti in particolare quelli attestati già utilizzati nell'antichità, oppure non mancano casi di produzioni creative ex novo. Anche nel Druidismo (e nel caso della più influente associazione, la Congregazione del druido) la liturgia è ben sistematizzata e a ogni fase corrisponde un determinato tipo di canto. Nell'Etenismo si fa spesso utilizzo dei versi dell'Edda.